# Darchula
Darchula o Khalanga è un centro abitato del Nepal capoluogo del distretto di Darchula (Sudurpashchim Pradesh).
La città si trova sulla riva orientale del fiume Mahakali presso il confine con lo Stato indiano del Uttarakhand a circa 900 m di altitudine.